# Cár-bomba

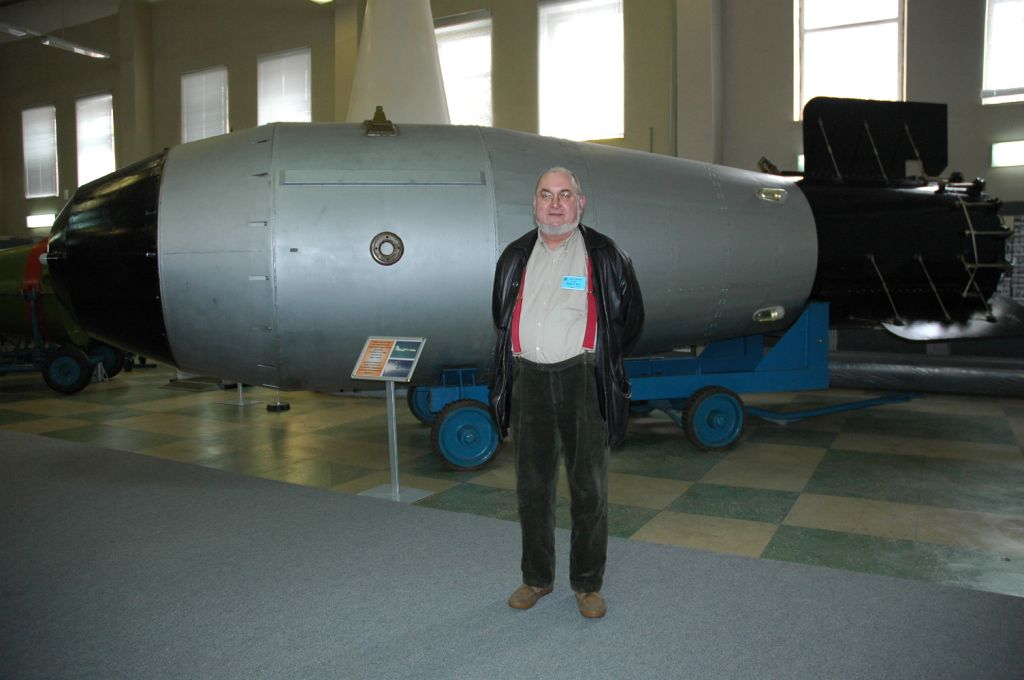
A Cár-bomba másolata múzeumban

A Cár-bomba (oroszul: Царь-бомба) a Szovjetunió által kifejlesztett 50 Mt hatóerejű hidrogénbomba. A valaha megépített legnagyobb hatóerejű atomfegyvert az 1950-es évek közepén fejlesztették ki, és 1961. október 30-án robbantották fel Novaja Zemlja fölött. A bomba a hidegháború során propagandacélokat szolgált. A fejlesztés során Ivan néven szereplő bombát Nyugaton nevezték el Cár-bombának, de mára ezt az elnevezést vették át és használják széles körben az orosz források is. Hivatalos szovjet típusjelzése AN602 volt, de ismert az RDSZ–202 jelzés is.

## Kifejlesztésének története
A Cár-bomba sohasem állt hadrendben, szerepe elsősorban a Szovjetunió nukleáris képességeinek demonstrálása volt a hidegháború alatt, főként annak csúcspontján, az 1960-as évek elején. A bomba kísérleti robbantását Nyikita Hruscsov pártfőtitkár kezdeményezte 1961. július 10-én, azzal, hogy arra az SZKP XXII. Kongresszusának ideje alatt kerüljön sor. Fejlesztésének kezdetei azonban az 1950-es évek közepéig nyúlnak vissza.
A Cár-bomba egy 50 Mt hatóerejű, többfokozatú termonukleáris fegyver (hidrogénbomba). Eredetileg háromfokozatúra és kb. 100 Mt hatóerejűre tervezték, de ekkor igen jelentős radioaktív csapadék keletkezett volna. Ennek csökkentése érdekében a harmadik fokozatban az urán-238 köpenyt ólommal helyettesítették. A kialakításnak köszönhetően a felszabaduló energia 97%-a a magfúzióból származott, így a radioaktív szennyezés kismértékű volt – a bomba tehát igen nagy hatóereje ellenére az egyik "legtisztább" atomfegyver. Tömege 27 tonna, a fékezőernyő tömege pedig további 800 kg. Hossza 8, legnagyobb átmérője pedig 2 méter.
A bombát az Arzamasz–16 zárt városban (mai neve: Szarov, város a Nyizsnyij Novgorod-i területen) lévő kutatóintézetben tervezték és építették. Kifejlesztésében Julij Boriszovics Hariton vezetésével fontos szerepet játszott Andrej Szaharov, Viktor Adamszkij, Jurij Babajev és Jurij Trutnyev fizikus. A Cár-bomba kísérleti felrobbantása után röviddel Andrej Szaharov nyilvánosan követelte az atomfegyverkezés beszüntetését.

## A hordozó repülőgép
Az első változat a tervek szerint még 40 tonnás volt, de ezt a bombázó repülőgép fejlesztői az OKB–156 tervezőirodában túlságosan nagynak találták. A bomba tömegét később 20 tonna körülire csökkentették. A Tupoljev-tervezőiroda (OKB–156) a Cár-bomba hordozására a már hadrendben álló Tu–16, vagy az éppen a fejlesztés utolsó stádiumában lévő Tu–95 nehézbombázó átalakított változatát javasolta. Végül a Tu–95 mellett döntöttek, a Cár-bomba hordozására átalakított változat pedig a Tu–95V típusjelzést kapta. A repülőgép átalakításának előkészületei már az 1950-es évek közepén elkezdődtek, a munkálatokat Alekszandr Nadaskevics irányította. A nagyméretű légibomba felfüggesztéséhez át kellett alakítani a Tu–95 bombaterét, meg kellett erősíteni a repülőgép egyes szerkezeti elemeit, valamint át kellett alakítani a fegyverfelfüggesztési pontokat, és a törzsből ki kellett szerelni az üzemanyagtartályok egy részét. 1955-re elkészültek az átalakítás tervei. A bombát a törzsbe félig besüllyesztett állapotban függesztették a gépre. A bombát három bombazár rögzítette, ezek egyidejű nyitásáról átalakított elektromos berendezések gondoskodtak. A korábban az 1023. nehézbombázó repülőezred állományába tartozó gép átalakítását Zsukovszkijban, a Gromov Repülő-kísérleti Intézetben végezték el. A munkálatok 1956-ban kezdődtek és 1959-ig folytak. A kísérleti repülésekhez elkészítették a Cár-bomba makettjét.

## A kísérleti robbantás

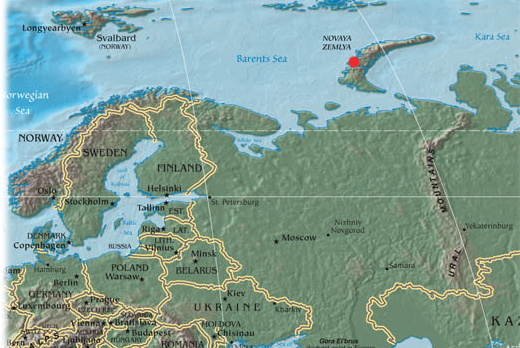
A kísérleti robbantás helyszíne (piros színnel jelölve)

A Cár-bomba ugyan az 1950-es évek végére készen volt, de a hidegháborús helyzet átmeneti javulása miatt akkor nem került sor a kísérleti robbantásra. Csak 1961-ben, a keleti és a nyugati szembenállás erősödésekor (l. 1961-ben az első berlini fal, 1962-ben a kubai rakétaválság) vált időszerűvé a fegyver képességeinek demonstrálása. A Tu–95V bombázó 1959-re ugyancsak készen állt, de utána egy Kijev melletti katonai repülőtéren, Uzinban gyakorlógépként állomásozott. 1961-ben a gépet áttelepítették az Arhangelszki területen lévő Vaenge repülőterére, ahol felkészítették a kísérleti bombavetésre. Ennek során a gép fehér színű hővédő réteget kapott, majd felszerelték rá a bombát is.
A Cár-bombát a szállító repülőgép 1961. október 30-án 10 500 m magasságban oldotta ki, és az a földfelszín felett 4000 m (a tengerszint felett 4200 m) magasságban, moszkvai idő szerint 11 óra 32 perckor robbant föl a Novaja Zemlja Északi-szigetén Szuhoj Nosz-fokon lévő nukleáris kísérleti telep fölött. A bomba megfelelő magasságon való felrobbantásáról légnyomás-érzékelő gondoskodott.
A robbanás tűzgömbje elérte a földfelszínt és kis híján a bombát kioldó repülőgépet is. A fényhatás még 1000 km távolságból, így Finnországból is látható volt. A hőhatás akkora volt, hogy még 100 km-es távolságban is harmadfokú égési sérüléseket okozott volna. A robbanáskor kialakult gombafelhő 64 km magasra emelkedett és 30–40 km széles volt. A szeizmikus lökéshullámok háromszor kerülték meg a Földet. A bomba hatóerejét az amerikai források kezdetben 57 Mt-ra becsülték, de az 1991 utáni hivatalos orosz források is az 50 Mt hatóerőt erősítik meg.

## Energiamérleg
A bomba robbanásakor 39 nanoszekundum (3,9·10−8 másodperc) alatt 2,1·1017 joule energia szabadult fel, ez 5,3·1024 watt teljesítményt jelent. A Cár-bomba felrobbantása volt ezidáig az emberiség történetében mesterségesen felszabadított legnagyobb energia, amely nagyjából megegyezik a Nap ugyanennyi idő (39 nanoszekundum) alatt kibocsátott energiájának 1%-ával. (Összehasonlításul, az Amerikai Egyesült Államok által épített legnagyobb nukleáris fegyver, a B41-es bomba hatóereje 25 Mt, a legnagyobb felrobbantott amerikai atomfegyver, a Castle Bravo kísérlet hatóereje pedig 15 Mt volt.)